# Красный Ручей (Владимирская область)
Красный Ручей — деревня в Кольчугинском районе Владимирской области России, входит в состав Ильинского сельского поселения.

## География
Деревня расположена в 10 км на запад от центра поселения посёлка Большевик, в 8 км на север от райцентра города Кольчугино.

## История
После Великой Отечественной войны  деревня входила в состав Ильинского сельсовета Кольчугинского района, с 2005 года — в составе Ильинского сельского поселения.

## Население
| 2002 | 2010 | 2021 |
| ---- | ---- | ---- |
| 5    | ↘1   | ↗2   |